# Arleigh Burke (lớp tàu khu trục)
Arleigh Burke là một lớp tàu khu trục tên lửa dẫn đường thuộc biên chế Hải quân Hoa Kỳ. Nó được xây dựng dựa trên Hệ thống Tác chiến Aegis và radar mảng pha quét điện tử thụ động (PESA), đa chức năng SPY-1D. Lớp tàu lấy tên của đô đốc Arleigh Burke, một sĩ quan tàu khu trục người Mỹ trong Thế chiến II, sau này trở thành Trưởng ban Tác chiến Hải quân. Tàu dẫn đầu của lớp, USS Arleigh Burke, được nhập biên chế trong khoảng thời gian mà Arleigh Burke còn sống.
Loại khu trục này mang thiết kế đa nhiệm, có thể hoàn thành nhiều nhiệm vụ khác nhau bao gồm tấn công đất liền bằng tên lửa hành trình Tomahawk; tác chiến phòng không (AAW) bằng hệ thống radar AEGIS và tên lửa đất-đối-không; tác chiến chống tàu ngầm (ASW) bằng dàn sonar kéo, tên lửa diệt tàu ngầm, và trực thăng chống ngầm đặc nhiệm; và tác chiến chống hạm nổi (ASuW) bằng các bệ phóng tên lửa chống hạm Harpoon. Sau khi dàn radar quét điện tử AN/SPY-1 và bệ phóng tên lửa các loại trên tàu được nâng cấp, lớp Arleigh Burke đã thể hiện tiềm năng là một hệ thống vũ khí di động có khả năng chống tên lửa đạn đạo và có khả năng diệt vệ tinh. Hệ thống nâng cấp này đang được sử dụng trên 15 tàu cho đến tháng 3 năm 2009. Một số phiên bản của tàu không còn mang dàn sonar kéo, hay ống phóng tên lửa Harpoon. Vỏ tàu và cấu trúc thượng tầng được thiết kế để có mặt cắt radar thấp nhất có thể.
Tàu đầu tiên của lớp được nhập biên chế vào ngày 4 tháng 7 năm 1991. Sau khi tàu cuối cùng của lớp tàu khu trục Spruance, tàu USS Cushing, xuất biên ngày 21 tháng 9 năm 2005, các tàu thuộc lớp Arleigh Burke là loại tàu khu trục duy nhất mà Hải quân Hoa Kỳ còn sử dụng, cho đến khi lớp Zumwalt được đưa vào hoạt động từ năm 2016. Trong số tất cả những loại hạm nổi được Hải quân Hoa Kỳ sử dụng sau Thế chiến II, Arleigh Burke là tàu có trình sản xuất lâu nhất. Ngoài 62 tàu thuộc lớp này (bao gồm 21 tàu thuộc phiên bản Flight I, 7 tàu thuộc bản Flight II, và 34 tàu thuộc bản Flight IIA) vẫn còn hoạt động đến năm 2016, đã có thêm 42 tàu (phiên bản Flight III) đã được lên kế hoạch sản xuất.
Với chiều dài từ 505 đến 509.5 feet (153.9 đến 155.3 mét), trọng tải choán nước từ 7,230 đến 9,700 tấn, và hệ thống vũ khí gồm 90 tên lửa các loại, lớp Arleigh Burke có thiết kế lớn hơn và mang nhiều hoả lực hơn phần lớn các tàu thuộc loại tàu tuần dương tên lửa dẫn đường.

## Đặc điểm

### Phiên bản
Lớp tàu khu trục Arleigh Burke bao gồm bốn phiên bản khác nhau. Mỗi phiên bản được gọi là "Flight".
- Các tàu mang số hiệu DDG 51 đến 71 mang thiết kế nguyên bản và được định danh là loại Flight I
- DDG 72-78 thuộc loại Flight II
- DDG 79-124 và DDG 127 thuộc loại Flight IIA
- Các tàu DDG 125-126, DDG 128, và các tàu trở về sau thuộc loại Flight III[10]

### Kết cấu
Các tàu thuộc lớp Arleigh Burke là loại tàu khu trục lớn nhất được đóng ở Hoa Kỳ. Chỉ các tàu lớp Spruance, Kidd (dài 563 ft hay 172 m) và lớp Zumwalt (600 ft hay 180 m) là dài hơn. Lớp tàu tuần dương tên lửa dẫn đường Ticonderoga được thiết kế bằng dạng thân tàu của lớp Spruance, tuy nhiên, nó được định danh là tàu tuần dương vì có nhiệm vụ cơ bản và hệ thống vũ khí khác so với lớp Spruance và Kidd. Lớp Arleigh Burke được thiết kế với mặt phẳng ngấn nước mới và lớn hơn, đặc biệt có phần mũi tàu loe rộng, cho phép tàu có khả năng đi biển tốt hơn. Thiết kế thân tàu mới cho phép Arleigh Burke vượt biển với tốc độ cao trong thời tiết biển xấu.
Các nhà thiết kế của Arleigh Burke kết hợp nhiều bài học kinh nghiệm từ thiết kế của lớp tuần dương tên lửa dẫn đường Ticonderoga. Lớp này được đánh giá là quá đắt để có thể tiếp tục sản xuất và quá khó để tiếp tục nâng cấp. Với lớp Arleigh Burke, Hải quân Hoa Kỳ quay trở về với thiết kế thân tàu hoàn toàn bằng thép. Các tàu tiền nhiệm thường kết hợp phần thân bằng thép với cấu trúc thượng tầng làm bằng nhôm để giảm khối lượng phần trên của tàu, nhưng nhôm — với đặc tính nhẹ, nhưng giòn hơn thép — dễ nứt hơn. Ngoài ra, nhôm có khả năng chịu lửa và nhiệt không bằng thép. Năm 1975, môt vụ hoả hoạn trên tàu USS Belknap đã phá huỷ gần như hoàn toàn phần cấu trúc thượng tầng bằng nhôm của tàu. Trong chiến tranh Falkland năm 1982, các tàu của Hải quân Hoàng gia Anh khi bị bắn trúng gặp hư hại nặng hơn do có phần cầu trúc thượng tầng bằng nhôm. Điều này cuối cùng là nhân tố quyết định cho thiết kế hoàn toàn bằng thép của Arleigh Burke. Một bài học nữa được rút ra từ chiến tranh Falklands cũng được áp dụng. Arleigh Burke bảo vệ những phần trọng yếu của tàu bằng hai lớp giáp thép, đặt song song và cách nhau một khoảng rộng. Thiết kế giáp này giúp bảo vệ tàu khỏi các loại tên lửa chống hạm hiện đại. Đồng thời, tàu cũng mang các lớp giáp lót chống mảnh bom bằng kevlar.

### Phòng thủ thụ động
Arleigh Burke có thiết kế tàng hình. Các mặt phẳng trên thân tàu có hình góc cạnh thay vì thẳng đứng. Cột buồm chính của tàu có ba chân nhỏ thay vì một chân lớn như các thiết kế cũ, giúp tàu khó bị phát hiện bởi radar và tên lửa chống hạm hơn. Tàu cũng mang một hệ thống tác chiến điện tử có khả năng phát hiện mối nguy hiểm và triển khai hệ thống mồi nhử tên lửa.
Arleigh Burke là lớp tàu chiến đầu tiên của Hải quân Hoa Kỳ có mang Hệ thống Bảo vệ Tập thể, bao gồm một hế thống lọc khí có khả năng chống lại và bảo vệ thủy thủ đoàn khỏi các loại vũ khí hạt nhân, sinh học, và hoá học (NBC). Tàu mang nhiều hệ thống phòng thủ NBC, như một hệ thống rửa phần thân ngoài của tàu để gội sạch và loại bỏ các tác nhân hạt nhân, sinh học, và hoá học bám vào tàu.

### Hệ thống vũ khí

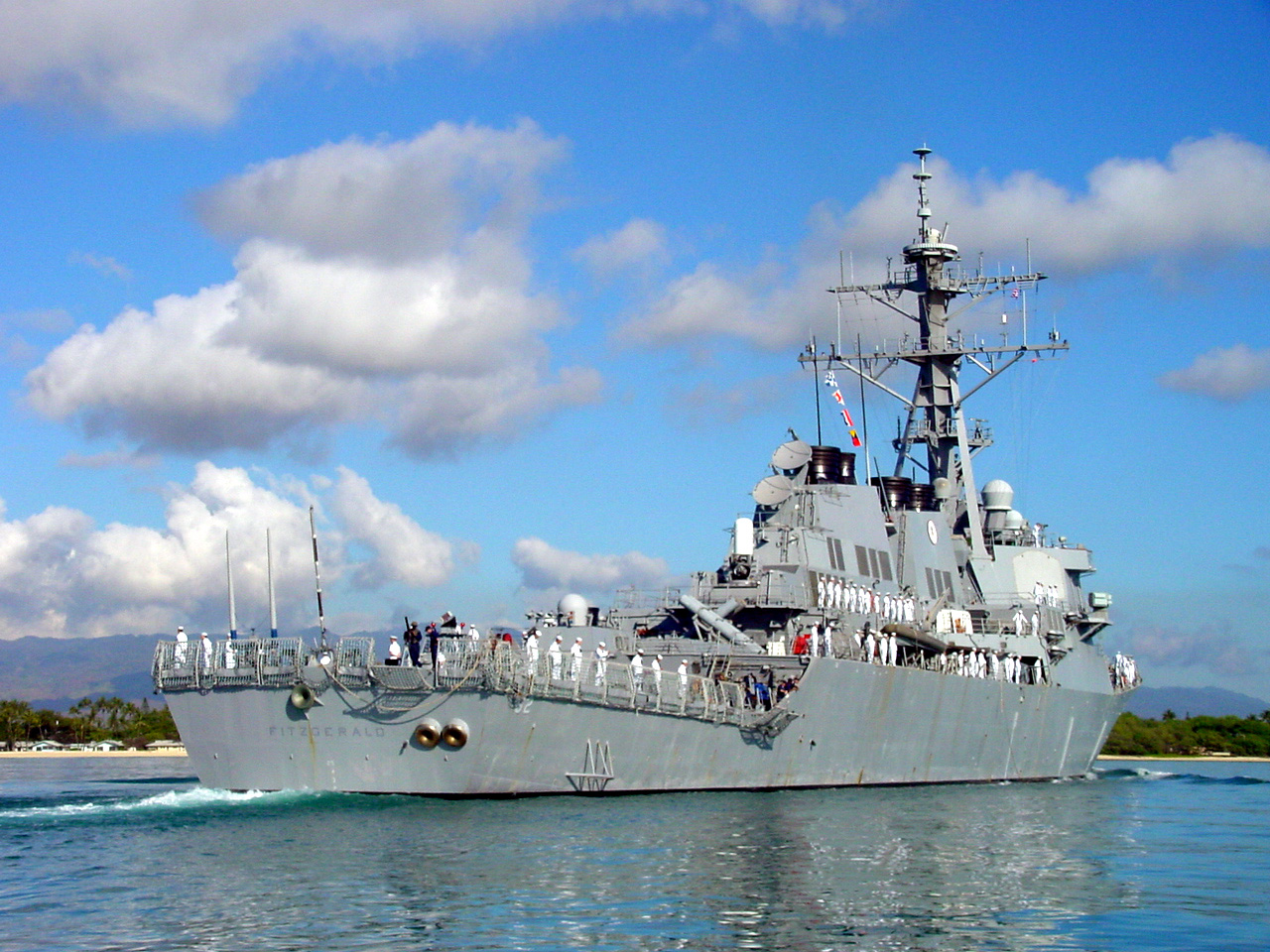
Tàu Flight I, USS Fitzgerald, với TACTAS (dàn sonar kéo) ở giữa đuôi tàu. Tàu không mang nhà chứa máy bay, có ống phóng Harpoon, và thiết kế ống khói đặc biệt

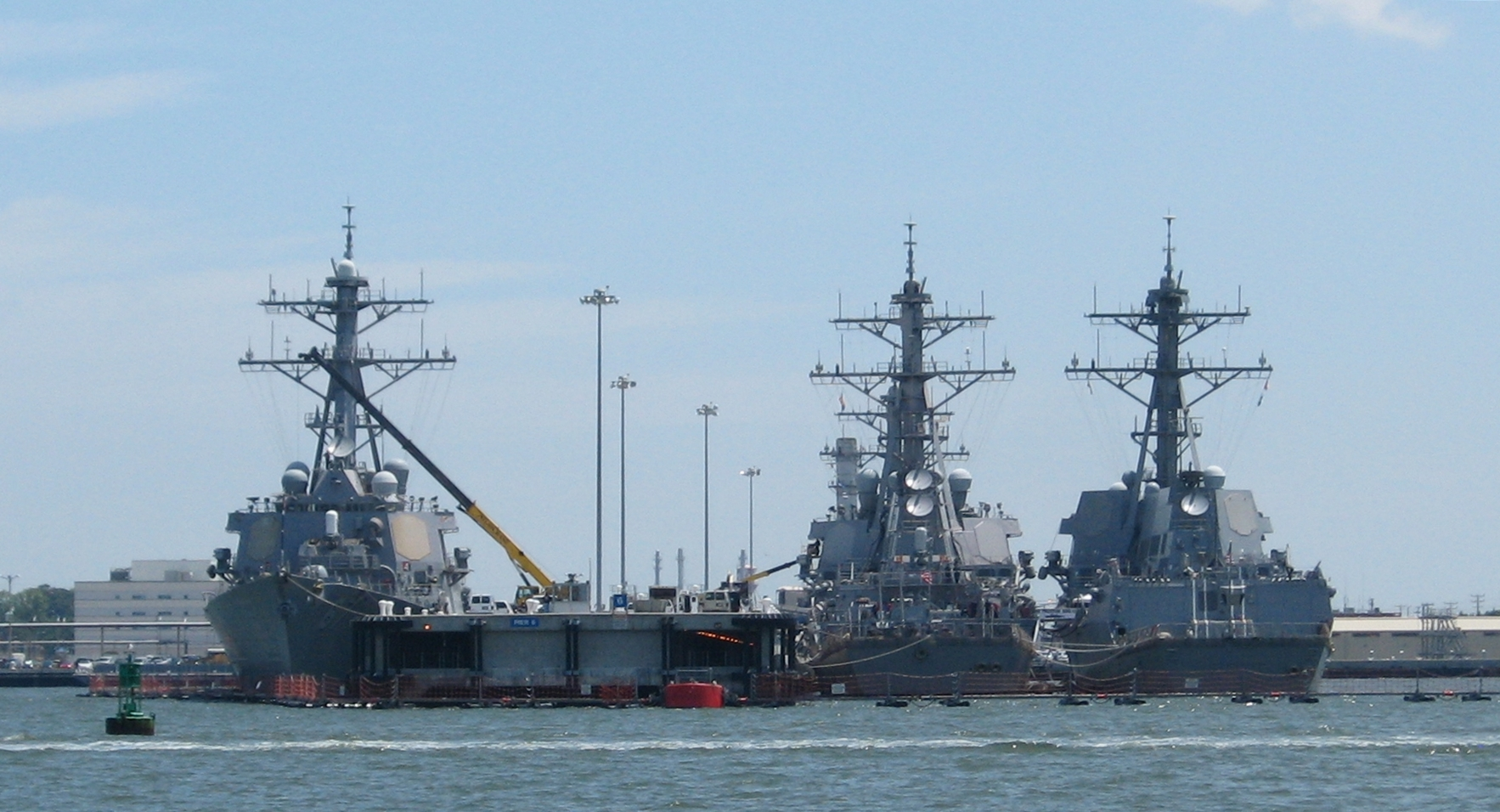
USS Cole và hai tàu khác thuộc lớp Arleigh Burke cập cảng tại Trạm Hải quân Norfolk, bang Virginia

Các tàu thuộc lớp Arleigh Burke có thiết kế đa nhiệm, vì thế, mỗi tàu mang trên mình nhiều hệ thống vũ khí khác nhau, bao gồm "tổ hợp giữa ... một hệ thống vũ khí chống tàu ngầm (ASW) tiên tiến, tên lửa hành trình tấn công đất liền, tên lửa đối hạm, và nhiều tên lửa phòng không hiện đại." Mỗi tàu có một hải pháo lưỡng dụng 127 mm (5-inch) ở mũi tàu có thể tấn công các loại tàu thủy, máy bay ở cự li gần, và các mục tiêu trên đất liền.
Hệ thống Tác chiến Aegis khác với các loại radar truyền thống phải xoay 360° với mỗi lần quét. Thay vào đó, Aegis sử dụng radar mảng pha quét điện tử thụ động (PESA), cho phép theo dõi mục tiêu liên tục song song với việc quét khu vực tác chiến. Hệ thống máy tính điều khiển của Aegis cho phép tàu kết hợp hai tính năng theo dõi và ngắm bắn mục tiêu. Ở các hệ thống tác chiến cũ, hai tính năng này hoàn toàn tách biệt với nhau. Aegis không bị tác động bởi hệ thống tác chiến điện tử của đối phương. Mỗi tàu mang hàng loạt ống phóng tên lửa chống hạm Harpoon độc lập, do đó, Arleigh Burke có khả năng chống hạm nổi trong phạm vi từ 64 hải lý (119 km; 74 dặm).
Sau khi tên lửa hành trình Tomahawk được nâng cấp lên phiên bản Block V, tất cả các tên lửa Block IV mà các tàu được trang bị cũng được nâng cấp lên bản Block V. Bản nâng cấp này cho phép mỗi tên lửa không chỉ có khả năng đánh các mục tiêu trên đất liền, mà còn có khả năng diệt hạm. Tên lửa Tomahawk phiên bản Block Va còn được gọi là bản "Tấn công Hàng hải" (Maritime Strike), và phiên bản Block Vb mang Hệ thống Đầu đạn Đa hiệu ứng Dùng chung (Joint Multi-Effects Warhead System). Các gói nâng cấp này cho phép mỗi tàu lớp Arleigh Burke có thêm một loại tên lửa mà nó có thể dùng để diệt hạm, bên cạnh Harpoon (các tàu phiên bản Flight IIA không mang tên lửa này). Tomahawk còn có thể được trang bị với số lượng nhiều hơn Harpoon, và mang đầu đạn lớn hơn.
Các tàu mang tên lửa RIM-7 Sea Sparrow hoặc RIM-162 ESSM trong vai trò phòng thủ điểm, nhằm bảo vệ khỏi tên lửa và máy bay địch.
Loại tên lửa SM-2 và SM-6 có khả năng chống máy bay ở tầm xa; tên lửa SM-6 đặc biệt có khả năng phòng thủ tên lửa qua đường chân trời. Tên lửa SM-3 và 6 có khả năng diệt tên lửa đạn đạo (BMD). Hệ thống Phòng thủ Tên lửa Đạn đạo Aegis (BMD) đã trở thành một tính năng cực kì quan trọng của tàu lớp Arleigh Burke đến nỗi tất cả các tàu (bao gồm Flight I) sẽ được nâng cấp hệ thống BMD. Lô 28 tàu Flight I đầu tiên đã được nâng cấp trong năm 2012-2014. Các tàu Flight III sẽ được giao cho Hải quân Hoa Kỳ từ năm 2023 với hệ thống BMD tích hợp sẵn và mang loại radar AN/SPY-6 3D mới. Trong khi đó, các tàu Flight IIA sẽ được trang bị tính năng BMD và radar AN/SPY-6 từ 2022.
Các tàu lớp Burke được trang bị hệ thống vũ khí chống tàu ngầm mới nhất của Hải quân, bao gồm sonar chủ động, dàn sonar kéo, và tên lửa diệt tàu ngầm. Hệ thống phóng tên lửa thẳng đứng (VLS) cho phép tàu phóng các tên lửa Tomahawks để tiêu diệt mục tiêu trên đất liền. Các radar và cảm biến trên tàu có thể dò thấy mìn chống hạm từ khoảng cách 1,400 m.
Mỗi tàu thuộc lớp Arleigh Burke mang một hải pháo Mark 45 127 mm (5-inch). Pháo Mark 45 phiên bản Mod 2, với chiều dài nòng là 54 caliber (270 inches, 6,900 mm) được trang bị trên các tàu có số hiệu DDG-51 — DDG-80 (30 tàu). Các tàu từ DDG-81 trở đi mang pháo Mark 45 phiên bản Mod 4, với chiều dài nòng 62 caliber (310 inches, 7,900 mm). Pháo Mark 45 5-inch, được điều khiển bởi Hệ thống Kiểm soát Hỏa lực Pháo Mark 34 (GWS), có thể được dùng để chống hạm, bảo vệ tàu khỏi phi cơ đối phương ở cự li gần, và hỗ trợ hoả lực cho các đơn vị bạn trên cạn. Pháo có cự li 20 dặm (32 km) và có tốc độ bắn từ 16-20 phát mỗi phút.

### Máy bay
Lớp tàu được trang bị hệ thống trực thăng đa dụng hạng nhẹ (LAMPS). Mỗi trực thăng hỗ trợ trên tàu nâng cao khả năng chống tàu ngầm và hạm nổi của tàu. Chúng có thể được sử dụng làm bệ quan sát các tàu ngầm và chiến hạm đối phương trong khu vực. Khi cần, trực thăng cũng có thể phóng các loại thủy lôi, tên lửa để tiêu diệt chúng. Trực thăng cũng có khả năng yểm trợ, hỗ trợ hoả lực bằng súng máy và tên lửa dẫn đường chống tăng Hellfire khi vận chuyển binh lính từ tàu đến mục tiêu và ngược lại. Các máy bay trực thăng cũng có thể được dùng cho nhiều mục đích khác, như tiếp tế, tìm kiếm và cứu hộ, sơ tán y tế, liên lạc, và kiếm soát hoả lực cho súng pháo của tàu.
Vào tháng 3, 2022, các tàu khu trục lớp Arleigh Burke được trang bị một máy bay không người lái (UAS) AAI Aerosonde. Máy bay này chủ yếu được sử dụng trên các tàu Flight I và Flight II do chúng không có nhà chứa máy bay nên không có trực thăng túc trực dài hạn trên tàu. Aerosonde nhỏ hơn nhiều so với trực thăng, nên có thể được cho vào kho khi không sử dụng. UAS này có khả năng trinh sát tầm xa với chi phí ít hơn nhiều so với trực thăng.

## Phát triển

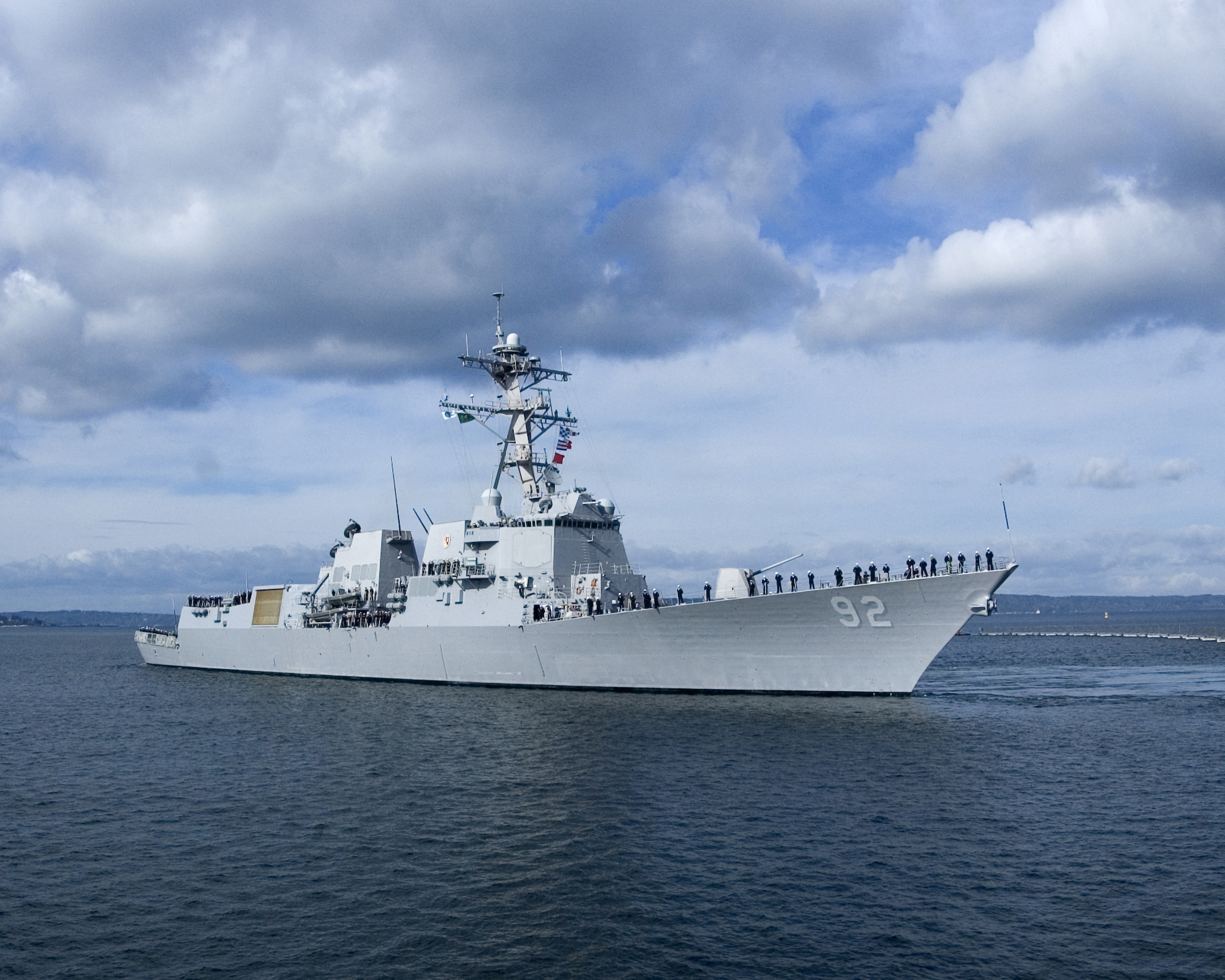
Mạn phải tàu USS Momsen, với ống phóng ngư lôi được đặt trên boong tên lửa thay vì giữa tàu như trước đây. Kiến trúc thượng tầng được thay đổi để mang một hệ thống dò mìn từ xa.

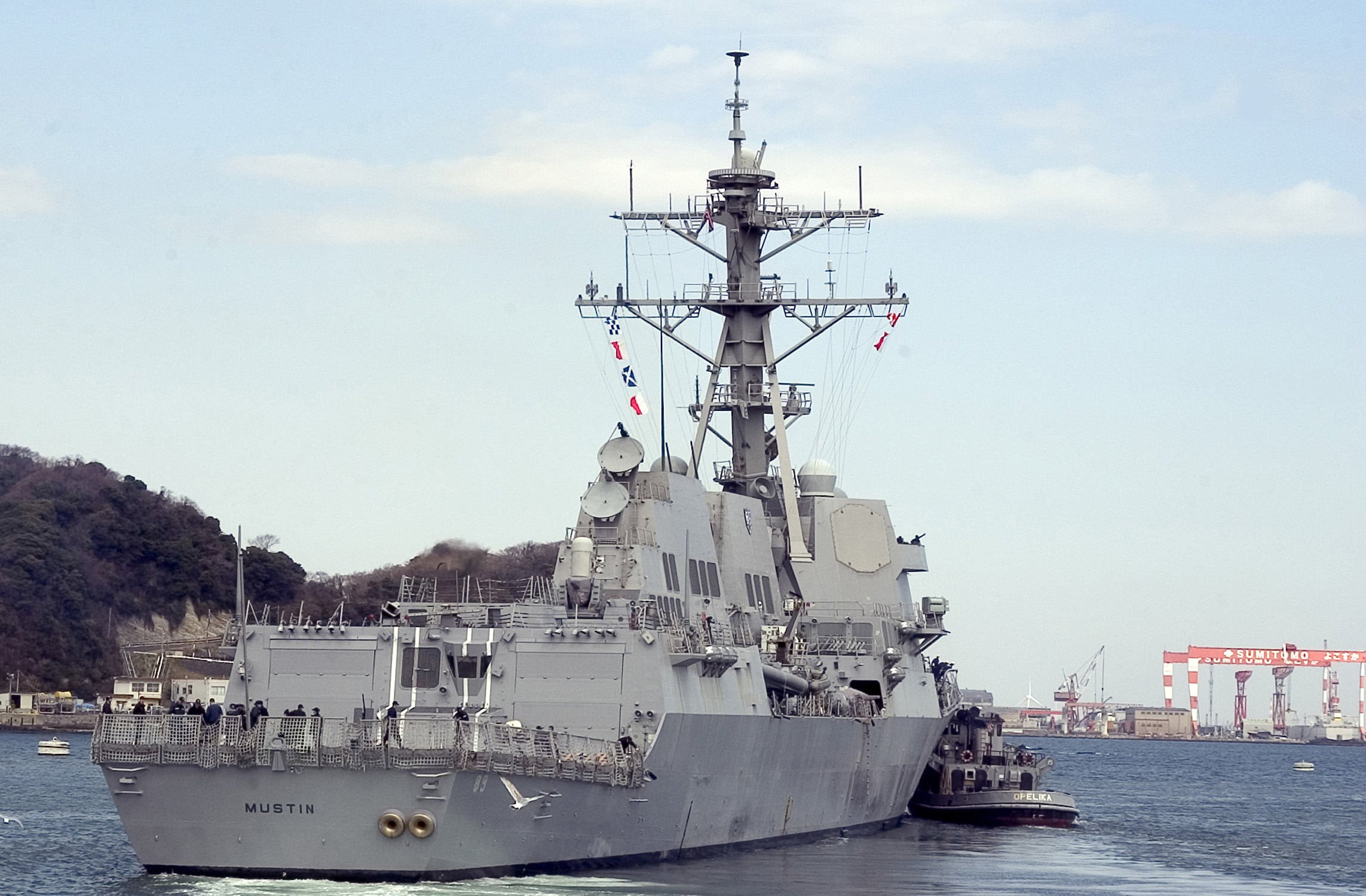
Tàu loại Flight IIA, USS Mustin, không có TACTAS ở đuôi và không mang ống phóng Harpoon nhưng lại có nhà chứa máy bay và ống khói với thiết kế khác

Năm 1980, Hải quân Hoa Kỳ mời bảy nhà thầu quốc phòng trong nước nghiên cứu thiết kế một loại chiến hạm mới. Đến năm 1983, số công ty ứng tuyển chỉ còn ba: Bath Iron Works, Todd Shipyards, và Ingalls Shipbuilding. Ngày 3 tháng 4 năm 1985, Bath Iron Works nhận một hợp đồng trị giá 321.9 triệu USD để đóng tàu đầu tiên của lớp là USS Arleigh Burke. Công ty Gibbs & Cox nhận hợp đồng thiết kế tàu. Tổng chi phí của tàu đầu tiên năm khoảng 1.1 tỷ USD, với 778 triệu USD được chi cho hệ thống vũ khí các loại được gắn trên tàu. Con tàu này được đặt lườn bởi Bath Iron Works tại thành phố Bath, bang Maine vào ngày 6 tháng 12 năm 1988, và hạ thủy vào ngày 16 tháng 12 năm 1989 bởi vợ của Đô đốc Arleigh Burke (bà Roberta Burke). Chính Đô đốc đã có mặt tại lễ nhập biên của tàu vào ngày 4 tháng 7 năm 1991 bên bờ biển Norfolk, bang Virginia.  Đây là lần đầu tiên trong lịch sử Hải quân Hoa Kỳ mà người được đặt tên có mặt tại lễ nhập biên, và cũng là lần thứ ba mà Hải quân đặt tên con tàu cho một người còn sống.

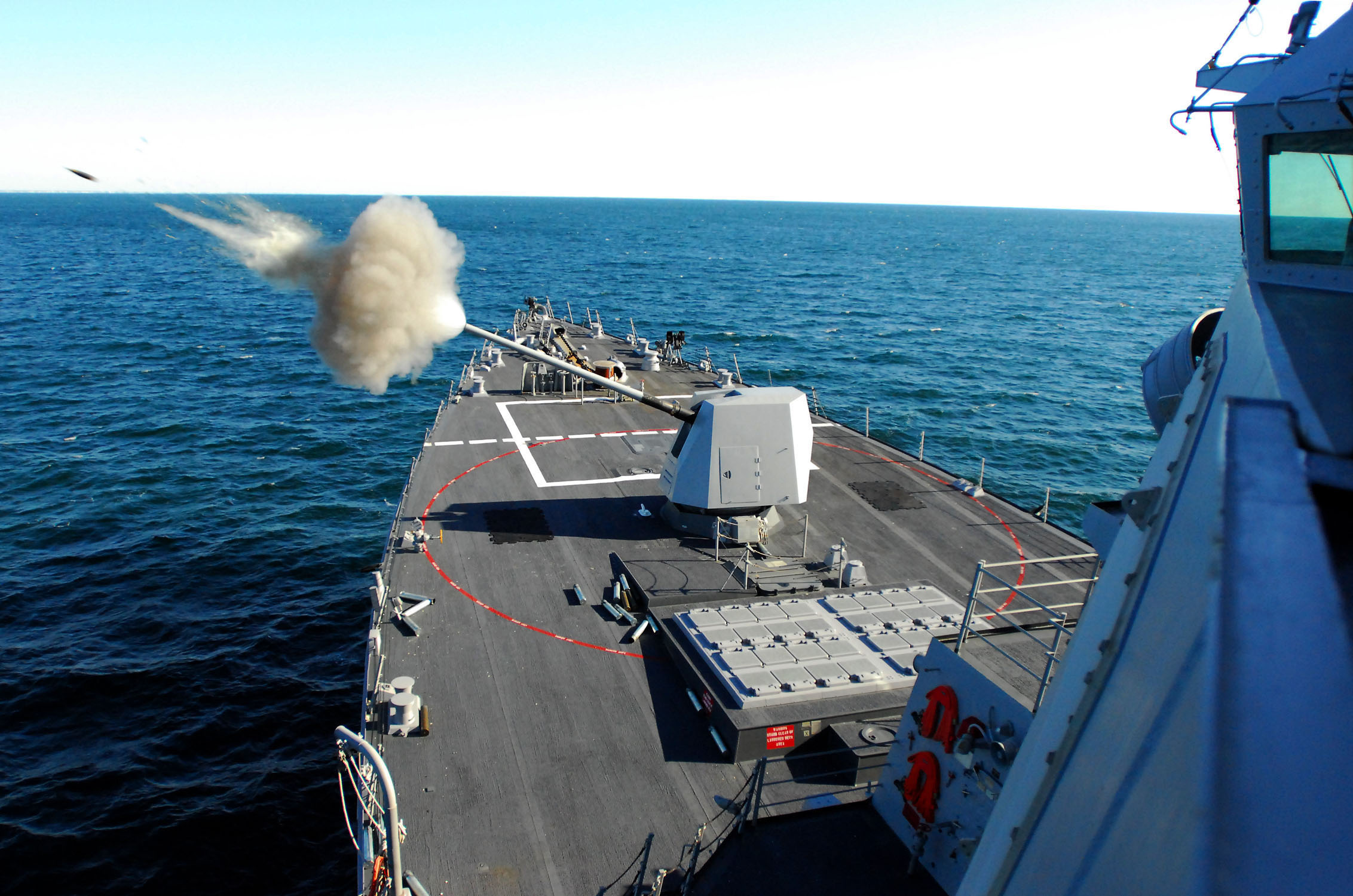
USS Forrest Sherman năm 2007, bắn thử hải pháo 5"/62 caliber Mark 45 Mod 4, nằm ở phía trước mô-đun tên lửa 32 ống

Loại tàu Arleigh Burke bản Flight II có một số cải tiến so với bản Flight I: tích hợp hệ thống dò hướng mục tiêu, hệ thống tác chiến điện tử SLQ-32V-3, hệ thống liên lạc quân sự TADIX-B, hệ thống chỉ huy và điều khiển JTIDS, và khả năng phóng và điều khiển tên lửa tầm xa SM-2 Block IV.
Loại tàu Arleigh Burke bản Flight IIA có nhiều chức năng mới, kể từ USS Oscar Austin (DDG-79). Nằm trong số những thay đổi là hai nhà chứa máy bay ở đuôi tàu cho trực thăng chống tàu ngầm (ASW), một hải pháo 5-inch/62-caliber (127 mm) Mark 45 Mod 4 với nòng dài hơn. Loại pháo này được trang bị cho các tàu từ USS Winston S. Churchill (DDG-81) trở về sau. Các tàu Flight IIA sau này, bắt đầu từ USS Mustin (DDG-89) mang một thiết kế ống khói mới nằm sâu trong phần cấu trục thượng tầng nhằm giảm đi tín hiệu nhiệt của tàu. Dàn sonar kéo TACTAS và ống phóng tên lửa Harpoon bị loại bỏ ở các tàu Flight IIA.

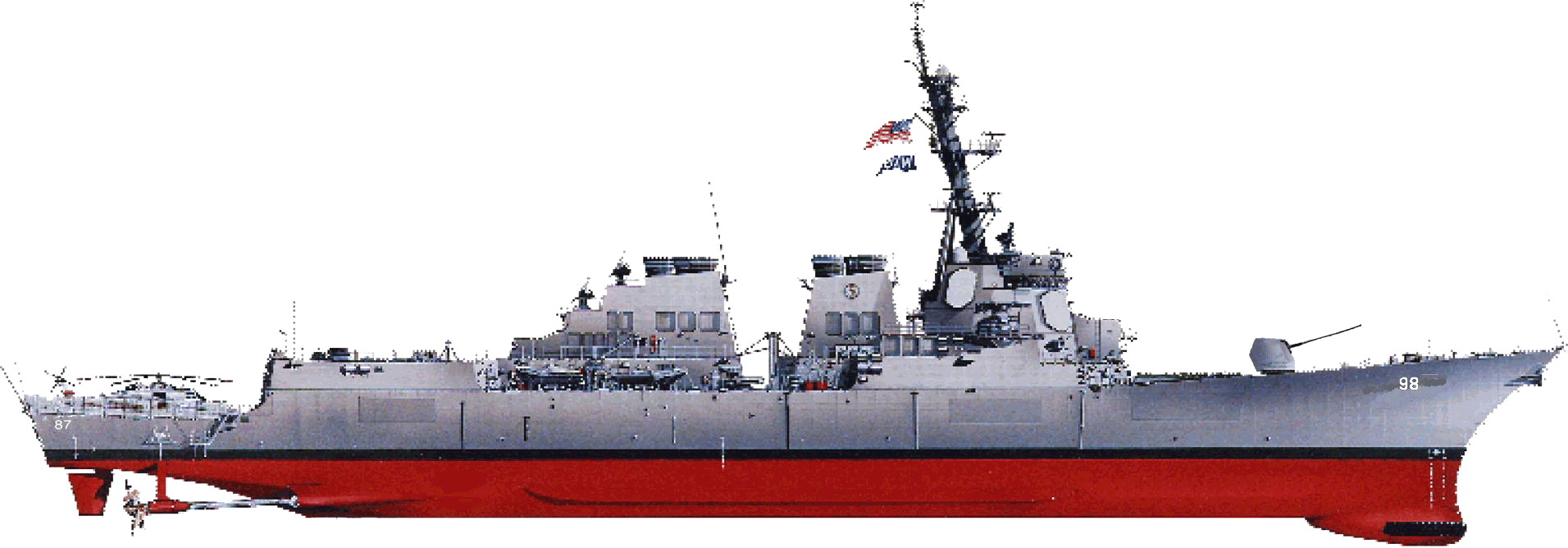
Hình cắt thiết kế khu trục hạm lớp Arleigh Burke, bản Flight IIA

Các tàu từ DDG-68 đến DDG-84 có hệ thống tác chiến điện tử AN/SLQ-32 với thiết kế ăng-ten giống với phiên bản V3 được trang bị cho các tàu tuần dương lớp Ticonderoga, trong khi các tàu còn lại có thiết kế giống với phiên bản V2 được trang bị cho lớp khinh hạm Oliver Hazard Perry. Phiên bản V3 có hệ thống tác chiến điện tử chủ động, trong khi V2 chỉ mang hệ thống thụ động. AN/SLQ-32 được nâng cấp qua Chương trình Cải tiến Tác chiến Điện tử Mặt nước (SEWIP). Các nâng cấp SEWIP Block 2 được triển khai vào năm 2014 với lịch sản xuất hàng loạt được đặt vào giữa năm 2015.
Một số tàu Flight IIA được đóng mà không có hệ thống phòng thủ tầm gần Phalanx CIWS vì được dự kiến sẽ được trang bị tên lửa ESSM. Tuy nhiên, Hải quân sau này quyết định sửa đổi toàn bộ các tàu loại IIA với ít nhất một hệ thống Phalanx CIWS đến năm 2013. Năm 2021, dàn vũ khí laser năng lượng cao HELIOS với công suất 60 kW được thử nghiệm trên một tàu Arleigh Burke.
Các tàu USS Pinckney, USS Momsen, USS Chung-Hoon, USS Nitze, USS James E. Williams, và USS Bainbridge có cấu trúc thượng tầng khác biệt so với các tàu cùng lớp cho phép mang hệ thống dò mìn từ xa (RMS). Các ống phóng ngư lôi Mk 32 được đưa vào trong khoang tên lửa từ giữa thân tàu.

## Thay thế trong tương lai
USS Michael Murphy (DDG-112) ban đầu được dự tính là tàu cuối cùng của lớp Arleigh Burke. Tuy nhiên, sau khi kế hoạch sản xuất lớp Zumwalt bị giảm, Hải quân Hoa Kỳ đặt hàng thêm nhiều tàu mới. Hợp đồng được giao cho Northrop Grumman vào tháng 12, 2009, cho tàu DDG-113 và tháng 4, 2010, cho tàu DDG-114. General Dynamics nhận một hợp đồng cho DDG-115 vào tháng 12, 2010. Dự kiến vào các năm tài chính 2012 và 2013, Hải quân Hoa Kỳ sẽ công bố thiết kế Flight III và yêu cầu 24 tàu được đóng từ 2016 đến 2031. Tháng 5 năm 2013, tổng cộng 76 tàu lớp Arleigh Burke đã được lên kế hoạch đóng. Loại tàu Flight III được biết là ở giai đoạn thiết kế vào năm 2013. Tháng 6 năm 2013, Hải quân Hoa Kỳ ký nhiều hợp đồng cho một loạt các tàu khu trục trị giá 6.2 tỷ USD. Đến 42 tàu Flight III có thể sẽ được mua bởi Hải quân với tàu đầu tiên gia nhập biên chế vào năm 2023.

### Chiến hạm nổi Tương lai
Tháng 4 năm 2014, Hải quân Hoa Kỳ bắt đầu quá trình thiết kế loại tàu mới để thay thế lớp Arleigh Burke, gọi là "Chiến hạm nổi Tương lai". Lớp tàu mới được dự đoán có thể bắt đầu hoạt động vào những năm đầu 2030 và ban đầu sẽ hoạt động cùng với 22 tàu Arleigh Burke loại Flight III. Hiện tại, chưa có thiết kế vỏ tàu hoặc khung tàu nào đã được công bố, tuy nhiên được biết là lớp tàu mới sẽ tích hợp những công nghệ mới nhất bao gồm laser, hệ thống phát điện mới, tự động hoá, và vũ khí, cảm biến, hệ thống điện tử thế hệ mới. Các tàu này sẽ tận dụng các công nghệ đã được phát triển và sử dụng ở các tàu như khu trục hạm lớp Zumwalt, tàu chiến đấu ven biển (LCS), và tàu sân bay lớp Gerald R. Ford.
Dự án Chiến hạm nổi Tương lai có thể sẽ đặt tầm quan trọng của hệ thống truyền động điện của lớp Zumwalt lên hàng đầu, cho phép tàu phát 58 mW điện. Với nguồn điện mạnh hơn, tàu sẽ có khả năng sử dụng vũ khí năng lượng như laser. Vũ khí laser có khả năng sẽ được trọng dụng hơn trong tương lai so với tên lửa do giá thành thấp, tránh trường hợp tên lửa được phóng có giá thành cao hơn mục tiêu đang được tập kích. Với vũ khí ít tốn kém hơn, tàu cũng mang giá thành thấp hơn. Các yêu cầu ban đầu của Chiến hạm nổi Tương lai là có khả năng sống sót và hoả lực cao hơn, đồng thời tiếp tục nhiệm vụ bảo vệ tàu sân bay. Các con tàu này phải có thiết kế mô-đun hoá, cho phép thay thế, sửa chữa, và nâng cấp vũ khí, cảm biến, hệ thống máy tính và điện tử qua thời gian khi nhiệm vụ và mục tiêu thay đổi và biến hoá. Dự án Chiến hạm nổi Tương lai đã phát triển thành chương trình DDG(X), hay "Tàu khu trục Tên lửa Dẫn đường Thế hệ mới".

## Lịch sử hoạt động
Tháng 10 năm 2011, bốn tàu lớp Arleigh Burke khởi hành đến Châu Âu để hỗ trợ hệ thống phòng thủ tên lửa NATO. Các tàu này, đặt cảng tại Trạm Hải quân Rota, Tây Ban Nha, được nêu tên vào tháng 12 năm 2012 là Ross, Donald Cook, Porter, và Carney. Sự có mặt của các tàu tại đây giảm thiểu thời gian tác chiến của các tàu, cho phép sáu tàu khu trục khác được chuyển từ Đại Tây Dương đến Châu Á cho Chiến thuật Đông Á. Nga đã doạ sẽ rời khỏi hiệp ước hạt nhân New START sau khi bốn tàu này được lưu động đến Châu Âu, nói rằng sự hiện diện của các tàu này đe doạ đến khả năng răn đe hạt nhân của mình. Năm 2018, Trưởng ban Tác chiến Hải quân Hoa Kỳ là Đô đốc John Richardson đã chỉ trích chính sách giữ sáu hệ thống phòng thủ tên lửa cơ động "trong một cái hộp nhỏ chỉ để bảo vệ đất liền," khi mà các hệ thống phòng thủ trên bờ có thể làm điều tương tự với giá thành ít tốn kém hơn.

## Các tàu thuộc lớp
| Tên                       | Số thân tàu | Flight             | Nhà thầu             | Đặt lườn         | Hạ thủy          | Nhập biên        | Cảng nhà               | Tình trạng                |
| ------------------------- | ----------- | ------------------ | -------------------- | ---------------- | ---------------- | ---------------- | ---------------------- | ------------------------- |
| Arleigh Burke             | DDG-51      | I                  | Bath Iron Works      | 6 tháng 12 1988  | 16 tháng 9 1989  | 4 tháng 7 1991   | Rota, Tây Ban Nha      | Hoạt động                 |
| Barry                     | DDG-52      | I                  | Ingalls Shipbuilding | 26 tháng 2 1990  | 8 tháng 6 1991   | 12 tháng 12 1992 | Yokosuka, Nhật Bản     | Hoạt động                 |
| John Paul Jones           | DDG-53      | I                  | Bath Iron Works      | 8 tháng 8 1990   | 26 tháng 10 1991 | 18 tháng 12 1993 | Trân Châu Cảng, Hawaii | Hoạt động                 |
| Curtis Wilbur             | DDG-54      | I                  | Bath Iron Works      | 12 tháng 3 1991  | 16 tháng 5 1992  | 19 tháng 3 1994  | Yokosuka, Nhật Bản     | Hoạt động                 |
| Stout                     | DDG-55      | I                  | Ingalls Shipbuilding | 8 tháng 8 1991   | 16 tháng 10 1992 | 13 tháng 8 1994  | Norfolk, Virginia      | Hoạt động                 |
| John S. McCain            | DDG-56      | I                  | Bath Iron Works      | 3 tháng 9 1991   | 26 tháng 9 1992  | 2 tháng 7 1994   | Everett, Washington    | Hoạt động                 |
| Mitscher                  | DDG-57      | I                  | Ingalls Shipbuilding | 12 tháng 2 1992  | 7 tháng 5 1993   | 10 tháng 12 1994 | Norfolk, Virginia      | Hoạt động                 |
| Laboon                    | DDG-58      | I                  | Bath Iron Works      | 23 tháng 3 1992  | 20 tháng 2 1993  | 18 tháng 3 1995  | Norfolk, Virginia      | Hoạt động                 |
| Russell                   | DDG-59      | I                  | Ingalls Shipbuilding | 24 tháng 7 1992  | 20 tháng 10 1993 | 20 tháng 5 1995  | San Diego, California  | Hoạt động                 |
| Paul Hamilton             | DDG-60      | I                  | Bath Iron Works      | 24 tháng 8 1992  | 24 tháng 7 1993  | 27 tháng 5 1995  | San Diego, California  | Hoạt động                 |
| Ramage                    | DDG-61      | I                  | Ingalls Shipbuilding | 4 tháng 1 1993   | 11 tháng 2 1994  | 22 tháng 7 1995  | Norfolk, Virginia      | Hoạt động                 |
| Fitzgerald                | DDG-62      | I                  | Bath Iron Works      | 9 tháng 2 1993   | 29 tháng 1 1994  | 14 tháng 10 1995 | San Diego, California  | Hoạt động                 |
| Stethem                   | DDG-63      | I                  | Ingalls Shipbuilding | 11 tháng 5 1993  | 17 tháng 7 1994  | 21 tháng 10 1995 | San Diego, California  | Hoạt động                 |
| Carney                    | DDG-64      | I                  | Bath Iron Works      | 8 tháng 8 1993   | 23 tháng 7 1994  | 13 tháng 4 1996  | Mayport, Florida       | Hoạt động                 |
| Benfold                   | DDG-65      | I                  | Ingalls Shipbuilding | 27 tháng 9 1993  | 9 tháng 11 1994  | 30 tháng 3 1996  | Yokosuka, Nhật Bản     | Hoạt động                 |
| Gonzalez                  | DDG-66      | I                  | Bath Iron Works      | 3 tháng 2 1994   | 18 tháng 2 1995  | 12 tháng 10 1996 | Norfolk, Virginia      | Hoạt động                 |
| Cole                      | DDG-67      | I                  | Ingalls Shipbuilding | 28 tháng 2 1994  | 10 tháng 2 1995  | 8 tháng 6 1996   | Norfolk, Virginia      | Hoạt động                 |
| The Sullivans             | DDG-68      | I                  | Bath Iron Works      | 27 tháng 7 1994  | 12 tháng 8 1995  | 19 tháng 4 1997  | Mayport, Florida       | Hoạt động                 |
| Milius                    | DDG-69      | I                  | Ingalls Shipbuilding | 8 tháng 8 1994   | 1 tháng 8 1995   | 23 tháng 11 1996 | Yokosuka, Nhật Bản     | Hoạt động                 |
| Hopper                    | DDG-70      | I                  | Bath Iron Works      | 23 tháng 2 1995  | 6 tháng 1 1996   | 6 tháng 9 1997   | Trân Châu Cảng, Hawaii | Hoạt động                 |
| Ross                      | DDG-71      | I                  | Ingalls Shipbuilding | 10 tháng 4 1995  | 22 tháng 3 1996  | 28 tháng 6 1997  | Rota, Tây Ban Nha      | Hoạt động                 |
| Mahan                     | DDG-72      | II                 | Bath Iron Works      | 17 tháng 8 1995  | 29 tháng 6 1996  | 14 tháng 2 1998  | Norfolk, Virginia      | Hoạt động                 |
| Decatur                   | DDG-73      | II                 | Bath Iron Works      | 11 tháng 1 1996  | 10 tháng 11 1996 | 29 tháng 8 1998  | San Diego, California  | Hoạt động                 |
| McFaul                    | DDG-74      | II                 | Ingalls Shipbuilding | 26 tháng 1 1996  | 18 tháng 1 1997  | 25 tháng 4 1998  | Norfolk, Virginia      | Hoạt động                 |
| Donald Cook               | DDG-75      | II                 | Bath Iron Works      | 9 tháng 7 1996   | 3 tháng 5 1997   | 4 tháng 12 1998  | Mayport, Florida       | Hoạt động                 |
| Higgins                   | DDG-76      | II                 | Bath Iron Works      | 14 tháng 11 1996 | 4 tháng 10 1997  | 24 tháng 4 1999  | Yokosuka, Nhật Bản     | Hoạt động                 |
| O'Kane                    | DDG-77      | II                 | Bath Iron Works      | 8 tháng 5 1997   | 28 tháng 3 1998  | 23 tháng 10 1999 | San Diego, California  | Hoạt động                 |
| Porter                    | DDG-78      | II                 | Ingalls Shipbuilding | 2 tháng 12 1996  | 12 tháng 11 1997 | 20 tháng 3 1999  | Rota, Tây Ban Nha      | Hoạt động                 |
| Oscar Austin              | DDG-79      | IIA                | Bath Iron Works      | 9 tháng 10 1997  | 7 tháng 11 1998  | 19 tháng 8 2000  | Norfolk, Virginia      | Hoạt động                 |
| Roosevelt                 | DDG-80      | IIA                | Ingalls Shipbuilding | 15 tháng 12 1997 | 10 tháng 1 1999  | 14 tháng 10 2000 | Rota, Tây Ban Nha      | Hoạt động                 |
| Winston S. Churchill      | DDG-81      | IIA                | Bath Iron Works      | 7 tháng 5 1998   | 17 tháng 4 1999  | 10 tháng 3 2001  | Norfolk, Virginia      | Hoạt động                 |
| Lassen                    | DDG-82      | IIA                | Ingalls Shipbuilding | 24 tháng 8 1998  | 16 tháng 10 1999 | 21 tháng 4 2001  | Mayport, Florida       | Hoạt động                 |
| Howard                    | DDG-83      | IIA                | Bath Iron Works      | 9 tháng 12 1998  | 20 tháng 11 1999 | 20 tháng 10 2001 | Yokosuka, Nhật Bản     | Hoạt động                 |
| Bulkeley                  | DDG-84      | IIA                | Ingalls Shipbuilding | 10 tháng 5 1999  | 21 tháng 6 2000  | 8 tháng 12 2001  | Norfolk, Virginia      | Hoạt động                 |
| McCampbell                | DDG-85      | IIA                | Bath Iron Works      | 15 tháng 7 1999  | 2 tháng 7 2000   | 17 tháng 8 2002  | Everett, Washington    | Hoạt động                 |
| Shoup                     | DDG-86      | IIA                | Ingalls Shipbuilding | 13 tháng 12 1999 | 22 tháng 11 2000 | 22 tháng 6 2002  | San Diego, California  | Hoạt động                 |
| Mason                     | DDG-87      | IIA                | Bath Iron Works      | 19 tháng 1 2000  | 23 tháng 6 2001  | 12 tháng 4 2003  | Norfolk, Virginia      | Hoạt động                 |
| Preble                    | DDG-88      | IIA                | Ingalls Shipbuilding | 22 tháng 6 2000  | 1 tháng 6 2001   | 9 tháng 11 2002  | Trân Châu Cảng, Hawaii | Hoạt động                 |
| Mustin                    | DDG-89      | IIA                | Ingalls Shipbuilding | 15 tháng 1 2001  | 12 tháng 12 2001 | 26 tháng 7 2003  | San Diego, California  | Hoạt động                 |
| Chafee                    | DDG-90      | IIA                | Bath Iron Works      | 12 tháng 4 2001  | 2 tháng 11 2002  | 18 tháng 10 2003 | Trân Châu Cảng, Hawaii | Hoạt động                 |
| Pinckney                  | DDG-91      | IIA                | Ingalls Shipbuilding | 16 tháng 7 2001  | 26 tháng 6 2002  | 29 tháng 5 2004  | San Diego, California  | Hoạt động                 |
| Momsen                    | DDG-92      | IIA                | Bath Iron Works      | 16 tháng 11 2001 | 19 tháng 7 2003  | 28 tháng 8 2004  | Everett, Washington    | Hoạt động                 |
| Chung-Hoon                | DDG-93      | IIA                | Ingalls Shipbuilding | 14 tháng 1 2002  | 15 tháng 12 2002 | 18 tháng 9 2004  | Trân Châu Cảng, Hawaii | Hoạt động                 |
| Nitze                     | DDG-94      | IIA                | Bath Iron Works      | 20 tháng 9 2002  | 3 tháng 4 2004   | 5 tháng 3 2005   | Norfolk, Virginia      | Hoạt động                 |
| James E. Williams         | DDG-95      | IIA                | Ingalls Shipbuilding | 15 tháng 7 2002  | 25 tháng 6 2003  | 11 tháng 12 2004 | Norfolk, Virginia      | Hoạt động                 |
| Bainbridge                | DDG-96      | IIA                | Bath Iron Works      | 7 tháng 5 2003   | 13 tháng 11 2004 | 12 tháng 11 2005 | Norfolk, Virginia      | Hoạt động                 |
| Halsey                    | DDG-97      | IIA                | Ingalls Shipbuilding | 13 tháng 1 2002  | 9 tháng 1 2004   | 30 tháng 7 2005  | Trân Châu Cảng, Hawaii | Hoạt động                 |
| Forrest Sherman           | DDG-98      | IIA                | Ingalls Shipbuilding | 7 tháng 8 2003   | 2 tháng 10 2004  | 28 tháng 1 2006  | Norfolk, Virginia      | Hoạt động                 |
| Farragut                  | DDG-99      | IIA                | Bath Iron Works      | 9 tháng 1 2004   | 23 tháng 7 2005  | 10 tháng 6 2006  | Mayport, Florida       | Hoạt động                 |
| Kidd                      | DDG-100     | IIA                | Ingalls Shipbuilding | 29 tháng 4 2004  | 22 tháng 1 2005  | 9 tháng 6 2007   | Everett, Washington    | Hoạt động                 |
| Gridley                   | DDG-101     | IIA                | Bath Iron Works      | 30 tháng 7 2004  | 28 tháng 12 2005 | 10 tháng 2 2007  | Everett, Washington    | Hoạt động                 |
| Sampson                   | DDG-102     | IIA                | Bath Iron Works      | 20 tháng 3 2005  | 16 tháng 9 2006  | 3 tháng 11 2007  | Everett, Washington    | Hoạt động                 |
| Truxtun                   | DDG-103     | IIA                | Ingalls Shipbuilding | 11 tháng 4 2005  | 2 tháng 6 2007   | 25 tháng 4 2009  | Norfolk, Virginia      | Hoạt động                 |
| Sterett                   | DDG-104     | IIA                | Bath Iron Works      | 17 tháng 11 2005 | 19 tháng 5 2007  | 9 tháng 8 2008   | San Diego, California  | Hoạt động                 |
| Dewey                     | DDG-105     | IIA                | Ingalls Shipbuilding | 4 tháng 10 2006  | 26 tháng 1 2008  | 6 tháng 3 2010   | Yokosuka, Nhật Bản     | Hoạt động                 |
| Stockdale                 | DDG-106     | IIA                | Bath Iron Works      | 10 tháng 8 2006  | 10 tháng 5 2008  | 18 tháng 4 2009  | San Diego, California  | Hoạt động                 |
| Gravely                   | DDG-107     | IIA                | Ingalls Shipbuilding | 26 tháng 11 2007 | 30 tháng 3 2009  | 20 tháng 11 2010 | Norfolk, Virginia      | Hoạt động                 |
| Wayne E. Meyer            | DDG-108     | IIA                | Bath Iron Works      | 18 tháng 5 2007  | 18 tháng 10 2008 | 10 tháng 10 2009 | Trân Châu Cảng, Hawaii | Hoạt động                 |
| Jason Dunham              | DDG-109     | IIA                | Bath Iron Works      | 11 tháng 4 2008  | 1 tháng 8 2009   | 13 tháng 11 2010 | tháng 5port, Florida   | Hoạt động                 |
| William P. Lawrence       | DDG-110     | IIA                | Ingalls Shipbuilding | 16 tháng 9 2008  | 15 tháng 12 2009 | 4 tháng 6 2011   | Trân Châu Cảng, Hawaii | Hoạt động                 |
| Spruance                  | DDG-111     | IIA                | Bath Iron Works      | 14 tháng 5 2009  | 6 tháng 6 2010   | 1 tháng 10 2011  | San Diego, California  | Hoạt động                 |
| Michael Murphy            | DDG-112     | IIA                | Bath Iron Works      | 18 tháng 6 2010  | 7 tháng 5 2011   | 6 tháng 10 2012  | Trân Châu Cảng, Hawaii | Hoạt động                 |
| John Finn                 | DDG-113     | IIA Restart        | Ingalls Shipbuilding | 5 tháng 11 2013  | 28 tháng 3 2015  | 15 tháng 7 2017  | San Diego, California  | Hoạt động                 |
| Ralph Johnson             | DDG-114     | IIA Restart        | Ingalls Shipbuilding | 12 tháng 9 2014  | 12 tháng 12 2015 | 24 tháng 3 2018  | Yokosuka, Nhật Bản     | Hoạt động                 |
| Rafael Peralta            | DDG-115     | IIA Restart        | Bath Iron Works      | 30 tháng 10 2014 | 1 tháng 11 2015  | 29 tháng 7 2017  | Yokosuka, Nhật Bản     | Hoạt động                 |
| Thomas Hudner             | DDG-116     | IIA Chèn Công nghệ | Bath Iron Works      | 16 tháng 11 2015 | 23 tháng 4 2017  | 1 tháng 12 2018  | Mayport, Florida       | Hoạt động                 |
| Paul Ignatius             | DDG-117     | IIA Chèn Công nghệ | Ingalls Shipbuilding | 20 tháng 10 2015 | 12 tháng 11 2016 | 27 tháng 7 2019  | Mayport, Florida       | Hoạt động                 |
| Daniel Inouye             | DDG-118     | IIA Chèn Công nghệ | Bath Iron Works      | 14 tháng 5 2018  | 27 tháng 10 2019 | 8 tháng 12 2021  | Trân Châu Cảng, Hawaii | Hoạt động                 |
| Delbert D. Black          | DDG-119     | IIA Chèn Công nghệ | Ingalls Shipbuilding | 1 tháng 6 2016   | 8 tháng 9 2017   | 26 tháng 9 2020  | tháng 5port, Florida   | Hoạt động                 |
| Carl M. Levin             | DDG-120     | IIA Chèn Công nghệ | Bath Iron Works      | 1 tháng 2 2019   | 16 tháng 5 2021  | 2022 est.        | Trân Châu Cảng, Hawaii | Hạ thủy                   |
| Frank E. Petersen Jr.     | DDG-121     | IIA Chèn Công nghệ | Ingalls Shipbuilding | 21 tháng 2 2017  | 13 tháng 7 2018  | 14 tháng 5 2022  | Trân Châu Cảng, Hawaii | Hoạt động                 |
| John Basilone             | DDG-122     | IIA Chèn Công nghệ | Bath Iron Works      | 10 tháng 1 2020  |                  | 2022 est.        |                        | Đặt lườn                  |
| Lenah H. Sutcliffe Higbee | DDG-123     | IIA Chèn Công nghệ | Ingalls Shipbuilding | 14 tháng 11 2017 | 27 tháng 1 2020  | 2024 est.        |                        | Hạ thủy                   |
| Harvey C. Barnum Jr.      | DDG-124     | IIA Chèn Công nghệ | Bath Iron Works      | 6 tháng 4 2021   |                  | 2024 est.        |                        | Đặt lườn                  |
| Jack H. Lucas             | DDG-125     | III                | Ingalls Shipbuilding | 8 tháng 11 2019  | 4 tháng 6 2021   | 2023 est.        |                        | Hạ thủy                   |
| Louis H. Wilson Jr.       | DDG-126     | III                | Bath Iron Works      |                  |                  | 2024 est.        |                        | Đã giao hợp đồng đóng tàu |
| Patrick Gallagher         | DDG-127     | IIA Chèn Công nghệ | Bath Iron Works      | 30 tháng 3 2022  |                  | 2023 est.        |                        | Đặt lườn                  |
| Ted Stevens               | DDG-128     | III                | Ingalls Shipbuilding | 9 tháng 3 2022   |                  |                  |                        | Đặt lườn                  |
| Jeremiah Denton           | DDG-129     | III                | Ingalls Shipbuilding |                  |                  |                  |                        | Được phép đóng tàu        |
| William Charette          | DDG-130     | III                | Bath Iron Works      |                  |                  |                  |                        | Được phép đóng tàu        |
| George M. Neal            | DDG-131     | III                | Ingalls Shipbuilding |                  |                  |                  |                        | Được phép đóng tàu        |
| Quentin Walsh             | DDG-132     | III                | Bath Iron Works      |                  |                  |                  |                        | Được phép đóng tàu        |
| Sam Nunn                  | DDG-133     | III                | Ingalls Shipbuilding |                  |                  |                  |                        | Được phép đóng tàu        |
| John E. Kilmer            | DDG-134     | III                | Bath Iron Works      |                  |                  |                  |                        | Được phép đóng tàu        |
| Thad Cochran              | DDG-135     | III                | Ingalls Shipbuilding |                  |                  |                  |                        | Được phép đóng tàu        |
| Richard G. Lugar          | DDG-136     | III                | Bath Iron Works      |                  |                  |                  |                        | Được phép đóng tàu        |
| John F. Lehman            | DDG-137     | III                | Ingalls Shipbuilding |                  |                  |                  |                        | Được phép đóng tàu        |
| Chưa có tên               | DDG-138     | III                | Bath Iron Works      |                  |                  |                  |                        | Được phép đóng tàu        |
| Telesforo Trinidad        | DDG-139     | III                | Ingalls Shipbuilding |                  |                  |                  |                        | Được phép đóng tàu        |

1. 1 2  Loại Flight IIA với hải pháo 5"/54-caliber
2. 1 2 3 4  Loại Flight IIA với hải pháo 5"/62-caliber
3. 1 2 3 4 5 6 7 8 9 10 11 12 13 14 15 16 17 18 19 20 21 22 23 24 25 26 27 28  Loại Flight IIA với hải pháo 5"/62-caliber và một pháo 20 mm CIWS
4. ↑  Hợp đồng cho DDG-127 được thông báo trễ hơn. Mặc dù có hai tàu đi trước, các tàu DDG-125 & DDG-126 là các tàu loại Flight III, DDG-127 thuộc loại Flight IIA, thiết kế chèn thêm công nghệ mới. Series tàu Flight III tiếp tục với DDG-128.